# Sudáfrica en los Juegos Paralímpicos de Londres 2012
Sudáfrica estuvo representada en los Juegos Paralímpicos de Londres 2012 por un total de 62 deportistas, 44 hombres y 18 mujeres.

## Medallistas
El equipo paralímpico sudafricano obtuvo las siguientes medallas:
| Nombre                                                 | Deporte          | Evento                             |
| ------------------------------------------------------ | ---------------- | ---------------------------------- |
| Oro                                                    |                  |                                    |
| Ilse Hayes                                             | Atletismo        | Salto de longitud F13 femenino     |
| Fanie van der Merwe                                    | Atletismo        | 100 m T37 masculino                |
| Oscar Pistorius                                        | Atletismo        | 400 m T44 masculino                |
| Arnu Fourie Oscar Pistorius Samkelo Radebe Zivan Smith | Atletismo        | 4 × 100 m T42-46 masculino         |
| Natalie du Toit                                        | Natación         | 100 m mariposa S9 femenino         |
| Natalie du Toit                                        | Natación         | 200 m estilos SM9 femenino         |
| Natalie du Toit                                        | Natación         | 400 m libre S9 femenino            |
| Charl Bouwer                                           | Natación         | 50 m libre S13 masculino           |
| Plata                                                  |                  |                                    |
| Ilse Hayes                                             | Atletismo        | 100 m T13 femenino                 |
| Anrune Liebenberg                                      | Atletismo        | 400 m T46 femenino                 |
| Dyan Buis                                              | Atletismo        | 100 m T38 masculino                |
| Dyan Buis                                              | Atletismo        | 200 m T38 masculino                |
| Teboho Mokgalagadi                                     | Atletismo        | 100 m T35 masculino                |
| Oscar Pistorius                                        | Atletismo        | 200 m T44 masculino                |
| Hilton Langenhoven                                     | Atletismo        | 400 m T12 masculino                |
| Ernst van Dyk                                          | Ciclismo en ruta | Ruta H4 masculino                  |
| Natalie du Toit                                        | Natación         | 100 m libre S9 femenino            |
| Kevin Paul                                             | Natación         | 100 m braza SB9 masculino          |
| Charl Bouwer                                           | Natación         | 100 m espalda S13 masculino        |
| Charl Bouwer                                           | Natación         | 100 m libre S13 masculino          |
| Bronce                                                 |                  |                                    |
| Anrune Liebenberg                                      | Atletismo        | 200 m T46 femenino                 |
| Jonathan Ntutu                                         | Atletismo        | 100 m T13 masculino                |
| Arnu Fourie                                            | Atletismo        | 100 m T44 masculino                |
| Union Sekailwe                                         | Atletismo        | 400 m T38 masculino                |
| Michael Louwrens                                       | Atletismo        | Peso F57/58 masculino              |
| Dyan Buis                                              | Atletismo        | Salto de longitud F37/38 masculino |
| Shireen Sapiro                                         | Natación         | 100 m espalda S10 femenino         |
| Hendri Herbst                                          | Natación         | 100 m libre S11 masculino          |
| Achmat Hassiem                                         | Natación         | 100 m mariposa S10 masculino       |